# Partialbråksuppdelning
Partialbråksuppdelning är en metod för att överföra en rationell funktion till en summa av rationella funktioner (partialbråk)
{\displaystyle {\frac {r(x)}{h(x)}}=\sum _{j}{\frac {r_{j}(x)}{h_{j}(x)}}}
där {\displaystyle h_{j}(x)} är ett irreducibelt polynom och polynomet {\displaystyle r_{j}(x)} har lägre gradtal än {\displaystyle h_{j}(x)}. Partialbråksuppdelning är mycket användbar inom matematisk analys som till exempel vid inverstransformering av rationella laplacetransformer, beräkning av antiderivator och inverstransformering av z-transformer.
Partialbråken kan konstrueras genom att identifiera faktorer i nämnaren enligt tabellen nedan (där alla tal är reella):
| Faktor i nämnaren                | Lämplig ansats |
| -------------------------------- | --- |
| {\displaystyle x+a}              | {\displaystyle {\frac {A_{1}}{x+a}}} |
| {\displaystyle (x+a)^{n}}        | {\displaystyle {\frac {A_{1}}{x+a}}+{\frac {A_{2}}{(x+a)^{2}}}+\ldots +{\frac {A_{n}}{(x+a)^{n}}}}                                           |
| {\displaystyle x^{2}+ax+b}       | {\displaystyle {\frac {A_{1}x+B_{1}}{x^{2}+ax+b}}}                                                                                           |
| {\displaystyle (x^{2}+ax+b)^{n}} | {\displaystyle {\frac {A_{1}x+B_{1}}{x^{2}+ax+b}}+{\frac {A_{2}x+B_{2}}{(x^{2}+ax+b)^{2}}}+\ldots +{\frac {A_{n}x+B_{n}}{(x^{2}+ax+b)^{n}}}} |

Bråk med nämnare av andra graden är partialbråk endast om andragradsuttrycken saknar reella nollställen (annars är de faktoriserbara). Koefficienterna {\displaystyle A_{k}} och {\displaystyle B_{k}} är entydigt bestämda.

## Exempel
Partialbråksuppdela
{\displaystyle {\frac {2x^{2}+x-3}{(x+1)^{2}(x+2)}}}
Först identifieras faktorer i nämnaren och sedan ansätts partialbråk med hjälp av tabellen ovan:
{\displaystyle {\frac {2x^{2}+x-3}{(x+1)^{2}(x+2)}}={\frac {A}{x+1}}+{\frac {B}{(x+1)^{2}}}+{\frac {C}{x+2}}\qquad (1)}
Återstår att bestämma koefficienterna A, B och C, vilket kan ske genom att multiplicera  båda leden med vänsterledets nämnare, förkorta uttrycken samt ordna termerna efter gradtal:
{\displaystyle 2x^{2}+x-3=(A+C)x^{2}+(3A+B+2C)x+(2A+2B+C)}
Efter identifiering av termer i vänster- och högerleden med samma gradtal går det att bilda ett linjärt ekvationssystem
{\displaystyle A+C=2}
{\displaystyle 3A+B+2C=1}
{\displaystyle 2A+2B+C=-3}
som kan lösas med exempelvis gausselimination:
{\displaystyle A=-1,}
{\displaystyle B=-2,}
{\displaystyle C=3}
Därmed är partialbråksuppdelningen klar då vi har hittat koefficienterna {\displaystyle A,B,C}
{\displaystyle {\frac {2x^{2}+x-3}{(x+1)^{2}(x+2)}}=-{\frac {1}{x+1}}-{\frac {2}{(x+1)^{2}}}+{\frac {3}{x+2}}}

### Handpåläggning
Istället för att identifiera koefficienter, tilldelas x nollställen till de olika faktorerna i nämnaren. 
Varje sådan faktor multipliceras med ekvationens båda led. Varje term 
som har denna faktor i nämnaren får den bortförkortad, övriga termer blir noll.
Väljs x = -1 övergår (1) till
{\displaystyle {\frac {2x^{2}+x-3}{(x+2)}}\,=\ (0)+B+(0)=-2{\Big |}_{x=-1}}
det vill säga, B = -2.
Väljs x = -2 övergår (1) till
{\displaystyle {\frac {2x^{2}+x-3}{(x+1)^{2}}}\,=\,(0)+(0)+C=3{\Big |}_{x=-2}}
det vill säga, C = 3.
Men A måste bestämmas på annat sätt (till exempel med gausselimination), eftersom samma procedur skulle ge nolldivision för koefficient B (multipelrot i nämnaren förkortas ej bort).
Namnet handpåläggning kommer från att med en hand hålla för den faktor man formellt multiplicerar med.